# Niederglabach
Niederglabach (en luxembourgeois : Nidderglabech ) est une localité de la commune luxembourgeoise de Nommern située dans le canton de Mersch.